# Reattore nucleare TAPIRO
TAPIRO (acronimo di Taratura Pila Rapida a Potenza  Zero) è un reattore nucleare di ricerca situato presso il Centro ricerche Casaccia dell'ENEA, vicino a Roma.
Il reattore, il cui modello deriva da quello statunitense Argonne Fast Source Reactor di Idaho Falls, ha raggiunto la sua prima criticità nel 1971 e da allora non si è mai fermato, se non per brevi periodi, in quanto i referendum del 1987 riguardavano soltanto i reattori destinati alla produzione di energia elettrica e non quelli a scopo di ricerca.
Il reattore funge da sorgente di neutroni veloci ed è in grado di fornire una vasta gamma di spettri neutronici. Può emettere un flusso neutronico massimo di 4·1012 n·cm-2·s-1 alla potenza massima di 5 kW. Viene utilizzato per lo studio di materiali per la terapia e la diagnosi dei tumori, l'analisi dei materiali con i neutroni per osservare fenomeni corrosivi o di stress e la ricerca e la formazione di tecnici specializzati, ma anche per una vasta gamma di applicazioni nell'industria petrolifera e aeronautica, nel comparto agro-industriale e per il supporto alle analisi forensi.